# Hitomi Shimura
Hitomi Shimura (jap. 紫村 仁美, Shimura Hitomi; * 8. November 1990 in Tosu, Präfektur Saga) ist eine Hürdenläuferin, die sich auf die 100-Meter-Distanz spezialisiert.

## Sportliche Laufbahn
Erste internationale Erfahrungen sammelte Hitomi Shimura bei den Asienmeisterschaften 2013 in Pune, bei denen sie im Finale disqualifiziert wurde. Sie qualifizierte sich auch für die Weltmeisterschaften in Moskau, schied dort aber mit 13,72 s in der ersten Runde aus. Zwei Jahre später wurde sie bei den Asienmeisterschaften in Wuhan in 13,48 s Fünfte, wie auch bei den Asienmeisterschaften in Bhubaneswar 2017. Sie qualifizierte sich zudem erneut für die Teilnahme an den Weltmeisterschaften in London, bei denen sie mit 13,29 s im Vorlauf ausschied. 2018 nahm sie erstmals an den Asienspielen in Jakarta teil und belegte dort in 13,74 s den siebten Platz.
2013 und 2015 wurde Shimura Japanische Meisterin im 100-Meter-Hürdenlauf. Sie absolvierte ein Studium für Sportwissenschaften an der Waseda-Universität in Tokio.

## Persönliche Bestleistungen
- 100 m Hürden: 13,02 s (−0,6 m/s), 8. Juni 2013 in Tokio
  - 60 m Hürden (Halle): 8,46 s, 3. Februar 2019 in Osaka